# Constantin Negruzzi
Constantin o Costache Negruzzi (Trifeştii Vechi, hoy Hermeziu,Moldavia occidental, 1808-24 de agosto de 1868) fue un escritor, traductor y político rumano.

## Biografía
Era hijo de Dinu Negruţ y se quedó huérfano de madre al año de nacer, en 1809. El padre era al parecer un hombre muy amante de la literatura. Constantino fue confiado a tutores griegos y franceses y aprendió, a la manera de otro gran escritor rumano, Mircea Eliade, bastantes lenguas extranjeras antes incluso que su propia lengua materna, de suerte que llegó a escribir un francés más elegante que cualquier hombre medio natural de ese país pero tuvo que aprender la lengua natural de su país, el rumano, por sí mismo, según contó él mismo, de un libro escrito por Petru Maior. En 1821, tras el estallido del eterismo, se exilió en Besarabia, en una propiedad familiar de Șirăuții de Sus, Hotin, hoy en Ucrania. En 1822 conoció a Aleksandr Pushkin en Chişinău, ahora en la actual República de Moldavia. La leyenda dice que, cuando conversaban en francés, Negruzzi corrigió amablemente las faltas del maestro. 
Por entonces empezó a interesarse seriamente en la literatura. En los años siguientes tradujo del francés al rumano las obras de Voltaire y Marmontel. Su carrera administrativa se inició en 1825 cuando se convirtió en empleado de Hacienda; el año de la muerte de su padre (1826) lo nombraron responsable de la recaudación de impuestos sobre determinados alcoholes y más tarde incluso director de Hacienda (1843); pero su situación financiera continuaba siendo precaria.
En 1836 se publicó en el periódico Muzeul Naţional la correspondencia entre Negruzzi e Ion Heliade Rădulescu sobre la lengua rumana y en 1837 fue elegido diputado por Jassy. En ese mismo año publicó el poema Aprodul Purice y diversas traducciones al rumano de Víctor Hugo, Dumas y Aleksandr Pushkin. También publicó en la prensa la primera carta del ciclo Negru pe alb ("Negro sobre blanco"), una especie de novela epistolar; en 1842 ya había publicado la duodécima y en 1855 la trigésima, en que contaba un viaje al extranjero. 
En 1839 se casó con María Gane, de la que tuvo cuatro hijos, entre ellos Iacob y León, también escritores. En 1840, fue elegido alcalde de Jassy y nombrado codirector del Teatro Nacional de Iași junto a Mihail Kogălniceanu y Vasile Alecsandri.
Publicó en Dacia Literară Alexandru Lăpuşneanul, una novela histórica que narraba el asesinato de un príncipe tiránico (tiranicidio) en el siglo XVI, que fue su mayor éxito, a escala incluso internacional, y luego en 1845 Sobieşki şi românii ("Sobieski y los rumanos"). En 1841, publicó con Mihail Kogălniceanu 200 reţete cercate de bucate, prăjituri şi alte trebi gospodăreşti ("200 recetas probadas para los platos y otros asuntos domésticos"). Colaboró en la revista Propăşirea ("Prosperidad") en 1844. Pero fue arrestado en su domicilio como años atrás por la aparición del artículo "Vandalismo", y la revista fue prohibida. No participó en la Revolución de 1848, aunque compartía la mayor parte de las ideas liberales de los revolucionarios.
En 1857 publicó Păcatele tinereţelor ("Los pecados de juventud"), su primer volumen, que contiene la mayoría de sus escritos más notables hasta entonces. En 1867 fue elegido para la Sociedad Académica Rumana, pero ya enfermo, no pudo participar en su inauguración y se retiró a su propiedad, donde el año siguiente murió de apoplejía.
Como escritor, Negruzzi se inclinó hacia el realismo y fue un buen observador de personajes, al estilo de las fisiologías balzaquianas. Su Alexandru Lăpuşneanul, de inspiración romántica, toma su argumento de un episodio de la Crónica de Grigore Ureche sobre el príncipe Alexandru Lăpuşneanu, se considera un modelo en su género. También se considera a menudo que Negruzzi introdujo en la literatura rumana el género epistolar en el ciclo Negru pe Alb ("Negro sobre blanco").

## Obras
- Opere ("Obras"), Bucarest, 1974-1986
- Amintiri din juneţe, memorias.
- Fragmente istorice ("Fragmentos históricos")
- Negru pe alb ("Negro sobre blanco"), novela epistolar.
- Alexandru Lăpuşneanul, novela histórica.
- Aprodul Purice, Jassy, 1837, novela.
- Muza de la Burdujeni ("La musa de Burdujeni"), teatro.
- Cârlani ("Corderos"), teatro.
- Păcatele tinereţelor ("Pecados de juventud"), Jassy, 1857
- 200 reţete cercate de bucate, prăjituri şi alte trebi gospodăreşti ("200 recetas probadas para los platos y otros asuntos domésticos"), Jassy, 1841.